# Oren S. Copeland
Oren Sturman Copeland (* 16. März 1887 bei Huron, Beadle County, South Dakota; † 10. April 1958 in Lincoln, Nebraska) war ein US-amerikanischer Politiker. Zwischen 1941 und 1943 vertrat er den ersten Wahlbezirk des Bundesstaates Nebraska im US-Repräsentantenhaus.

## Werdegang
Oren Copeland wurde auf einer Farm in South Dakota geboren. Im Jahr 1891 zog er mit seinen Eltern nach Pender in Nebraska. Dort besuchte er die öffentlichen Schulen. Zwischen 1904 und 1907 studierte er an der University of Nebraska. Ab 1910 war Copeland in Lincoln im Zeitungsgeschäft tätig, seit 1913 betrieb er eine Tankstelle.
Copeland war Mitglied der Republikanischen Partei und Delegierter zur Republican National Convention im Jahr 1912. Seine erste politische Funktion übte er zwischen 1935 und 1937 als Mitarbeiter des Amtes für öffentliche Sicherheit der Stadt Lincoln aus. Danach war er zwischen 1937 und 1940 Bürgermeister dieser Stadt. Bei den Kongresswahlen des Jahres 1940 wurde er in das US-Repräsentantenhaus gewählt, wo er am 3. Januar 1941 den nicht wieder kandidierenden John Hyde Sweet ablöste. Da Copeland im Jahr 1942 von seiner Partei nicht mehr nominiert wurde, konnte er bis zum 3. Januar 1943 nur eine Legislaturperiode im Kongress absolvieren.
Nach dem Ende seiner Zeit im Kongress arbeitete Copeland wieder im Tankstellengeschäft. Politisch ist er nicht mehr in Erscheinung getreten. Oren Copeland starb im April 1958 und wurde in Lincoln beigesetzt.